# Drain et source

Symbole d'un MOSFET à canal N.

En électronique, le drain et la source sont les deux électrodes principales d'un transistor à effet de champ (la troisième est la grille).
Le drain et la source jouent respectivement un rôle analogue à l'anode et à la cathode dans les tubes à vide, ou au collecteur et à l'émetteur dans les transistors bipolaires.
Pour un transistor à canal N, le drain est généralement positif par rapport à la source ; pour un canal P, c'est le contraire.
Dans les deux cas, l'électrode de commande est référencée à la source.